# Sportjahr 2023
Liste der Sportjahre

◄◄ | ◄ | 2019 | 2020 | 2021 | 2022 | Sportjahr 2023 | 2024 | 2025

Weitere Ereignisse

## American Football
- 12. Februar: Die Kansas City Chiefs gewinnen Super Bowl LVII in Glendale, Arizona, gegen die Philadelphia Eagles mit 38:35.
- 29. Juli: Die Danube Dragons gewinnen Austrian Bowl XXXVIII gegen die Vienna Vikings mit 14:13.
- 24. September: Die Rhein Fire gewinnen das  Championship Game in der European League of Football gegen die Stuttgart Surge mit 53:34.
- 14. Oktober: Die Potsdam Royals gewinnen GFL Bowl 2023 im Stadion an der Hafenstraße, Essen, gegen die Schwäbisch Hall Unicorns mit 34:7.
- 28. Oktober: Österreich gewinnt das EM-Finale in der NV Arena, St. Pölten, gegen Finnland mit 28:0 und wird damit Europameister

## Badminton
Höhepunkte des Badmintonjahres 2023 waren der Sudirman Cup und die Weltmeisterschaften. Bei Multisportveranstaltungen stand Badminton bei den Europaspielen, den Panamerikaspielen und den Südostasienspielen im Programm.

### BWF World Tour 1000, 750 und 500
| Veranstaltung         | Report            | Herreneinzel       | Dameneinzel              | Herrendoppel                          | Damendoppel                                 | Mixed                                          |
| World Tour Finals     | World Tour Finals | World Tour Finals  | World Tour Finals        | World Tour Finals                     | World Tour Finals                           | World Tour Finals                              |
| --------------------- | ----------------- | ------------------ | ------------------------ | ------------------------------------- | ------------------------------------------- | ---------------------------------------------- |
| BWF World Tour Finals | Report            | Viktor Axelsen     | Tai Tzu-ying             | Kang Min-hyuk Seo Seung-jae           | Chen Qingchen Jia Yifan                     | Zheng Siwei Huang Yaqiong                      |
| Super 1000            |                   |                    |                          |                                       |                                             |                                                |
| Malaysia Open         | Report            | Viktor Axelsen     | Akane Yamaguchi          | Fajar Alfian Muhammad Rian Ardianto   | Chen Qingchen Jia Yifan                     | Zheng Siwei Huang Yaqiong                      |
| All England           | Report            | Li Shifeng         | An Se-young              | Fajar Alfian Muhammad Rian Ardianto   | Kim So-young Kong Hee-yong                  | Zheng Siwei Huang Yaqiong                      |
| Indonesia Open        | Report            | Viktor Axelsen     | Chen Yufei               | Satwiksairaj Rankireddy Chirag Shetty | Baek Ha-na Lee So-hee                       | Zheng Siwei Huang Yaqiong                      |
| China Open            | Report            | Viktor Axelsen     | An Se-young              | Liang Weikeng Wang Chang              | Chen Qingchen Jia Yifan                     | Seo Seung-jae Chae Yoo-jung                    |
| Super 750             |                   |                    |                          |                                       |                                             |                                                |
| India Open            | Report            | Kunlavut Vitidsarn | An Se-young              | Liang Weikeng Wang Chang              | Nami Matsuyama Chiharu Shida                | Yuta Watanabe Arisa Higashino                  |
| Singapore Open        | Report            | Anthony Ginting    | An Se-young              | Takuro Hoki Yugo Kobayashi            | Chen Qingchen Jia Yifan                     | Mathias Christiansen Alexandra Bøje            |
| Japan Open            | Report            | Viktor Axelsen     | An Se-young              | Lee Yang Wang Chi-lin                 | Kim So-young Kong Hee-yong                  | Yuta Watanabe Arisa Higashino                  |
| Denmark Open          | Report            | Weng Hongyang      | Chen Yufei               | Aaron Chia Soh Wooi Yik               | Chen Qingchen Jia Yifan                     | Feng Yanzhe Huang Dongping                     |
| French Open           | Report            | Jonatan Christie   | Chen Yufei               | Kim Astrup Anders Skaarup Rasmussen   | Liu Shengshu Tan Ning                       | Jiang Zhenbang Wei Yaxin                       |
| China Masters         | Report            | Kodai Naraoka      | Chen Yufei               | Liang Weikeng Wang Chang              | Nami Matsuyama Chiharu Shida                | Zheng Siwei Huang Yaqiong                      |
| Super 500             |                   |                    |                          |                                       |                                             |                                                |
| Indonesian Masters    | Report            | Jonatan Christie   | An Se-young              | Leo Rolly Carnando Daniel Marthin     | Liu Shengshu Zhang Shuxian                  | Feng Yanzhe Huang Dongping                     |
| Malaysia Masters      | Report            | H. S. Prannoy      | Akane Yamaguchi          | Kang Min-hyuk Seo Seung-jae           | Baek Ha-na Lee So-hee                       | Dechapol Puavaranukroh Sapsiree Taerattanachai |
| Thailand Open         | Report            | Kunlavut Vitidsarn | An Se-young              | Liang Weikeng Wang Chang              | Kim So-young Kong Hee-yong                  | Kim Won-ho Jeong Na-eun                        |
| Canada Open           | Report            | Lakshya Sen        | Akane Yamaguchi          | Kim Astrup Anders Skaarup Rasmussen   | Nami Matsuyama Chiharu Shida                | Hiroki Midorikawa Natsu Saito                  |
| Korea Open            | Report            | Anders Antonsen    | An Se-young              | Satwiksairaj Rankireddy Chirag Shetty | Chen Qingchen Jia Yifan                     | Feng Yanzhe Huang Dongping                     |
| Australia Open        | Report            | Weng Hongyang      | Zhang Beiwen             | Kang Min-hyuk Seo Seung-jae           | Kim So-young Kong Hee-yong                  | Feng Yanzhe Huang Dongping                     |
| Hong Kong Open        | Report            | Jonatan Christie   | Akane Yamaguchi          | Kim Astrup Anders Skaarup Rasmussen   | Apriyani Rahayu Siti Fadia Silva Ramadhanti | Guo Xinwa Wei Yaxin                            |
| Arctic Open           | Report            | Lee Zii Jia        | Han Yue                  | Kim Astrup Anders Skaarup Rasmussen   | Liu Shengshu Tan Ning                       | Feng Yanzhe Huang Dongping                     |
| Japan Masters         | Report            | Viktor Axelsen     | Gregoria Mariska Tunjung | He Jiting Ren Xiangyu                 | Zhang Shuxian Zheng Yu                      | Zheng Siwei Huang Yaqiong                      |

## Baseball
- 27. Oktober–1. November: Die Texas Rangers gewinnen die World Series 2023 mit 4:1 Siegen gegen die Arizona Diamondbacks.
- 21. März - Bei der World Baseball Classic gewinnt Japan mit 3:2 gegen Titelverteidiger USA im Finale im LoanDepot Park, Miami

## Basketball
- Nikola Jokić gewinnt mit den Denver Nuggets in den NBA Finals 2023 gegen die Miami Heat seine erste NBA-Meisterschaft.
- Ratiopharm Ulm wird deutscher Meister der Saison 2022/23. Meister der regulären Saison wurden die Telekom Baskets Bonn.
- Rutronik Stars Keltern wird deutscher Frauenmeister der Saison 2022/23. Meister der regulären Saison wurden die Frauen vom TK Hannover.
- 25. Juni - Bei der Basketball-EM der Damen in Slowenien und Israel gewinnt Belgien im Finale gegen Spanien mit 64:58.
- 10. September - Weltmeister der Herren wird in Manila Deutschland durch ein 83:77 über Serbien.

## Cricket
- 11. Juni: Australien gewinnt das Finale der zweiten ICC World Test Championship gegen Indien mit 209 Runs.
- 5. Oktober bis 19. November: Cricket World Cup 2023 in Indien. Australien war bei der 13. Auflage des Wettbewerbs zum sechsten Mal erfolgreich.

## Darts
Am 3. Januar 2023 kürt sich der Engländer Michael Smith im Finale der PDC World Darts Championship 2023 gegen den Niederländer Michael van Gerwen zum ersten Mal zum Weltmeister im Dartsport, damit endete zudem auch das Event, welches am 15. Dezember 2022 im Alexandra Palace in London begann.

## Eishockey

### Nationale Meisterschaften
- April - Im DEL-Finale der Saison 222/02 bezwingt Red Bull München Ingolstadt in der Serie „best of seven“ mit 4:0.
- Deutscher Meister bei den Frauen werden die Spielerinnen des ECDC Memmingen.
- 13. Juni: Die Vegas Golden Knights gewinnen zum ersten Mal seit ihrem Bestehen den Stanley Cup nach dem Triumph über die Florida Panthers.

### Weltmeisterschaft
- 28. Mai - Durch ein 5:2 im Finale gegen Deutschland gewinnt Kanada 2023 die Eishockey-Weltmeisterschaft.

## Fußball

### Nationale Meisterschaften
- Deutschland: FC Bayern München wird in der Saison 2022/23 Deutscher Meister vor Borussia Dortmund. Torschützenkönige werden Niclas Füllkrug (Werder Bremen, Deutschland) und Christopher Nkunku (RB Leipzig, Frankreich).
- Deutschland (Frauen): FC Bayern München wird in der Saison 2022/23 Deutscher Meister der Frauen vor VfL Wolfsburg. Torschützenkönigin wird Alexandra Popp (VfL Wolfsburg, Deutschland).
- England: Sieger der Premier-League-Saison 2022/23 wird Manchester City. Vizemeister wird der FC Arsenal.
- Frankreich: Meister der französischen Division 1 wird Paris Saint-Germain.
- Italien: Sieger der Serie-A-Saison 2022/23 wird der SSC Neapel. Vizemeister wird Lazio Rom.
- Österreich: FC Red Bull Salzburg wird österreichischer Fußballmeister.
- Portugal: Benfica Lissabon gewinnt die Meisterschaft vor Titelverteidiger FC Porto.
- Schweiz: Die BSC Young Boys wird Sieger der 126. Schweizer Meisterschaft.
- Spanien: Der FC Barcelona sichert sich die spanische Meisterschaft vor Real Madrid.

### Internationale Vereinsmeisterschaften
- UEFA Champions League: Manchester City bezwingt am 10. Mai im Atatürk-Olympiastadion in Istanbul Inter Mailand mit 1:0.
- UEFA Women’s Champions League: Der FC Barcelona bezwingt am 3. Juni im Philips Stadion in Eindhoven den VfL Wolfsburg mit 3:2.
- UEFA Europa League: In Budapest gewinnt FC Sevilla am 31. Mai mit 4:1 i. E. gegen AS Rom.
- UEFA Europa Conference League: In Prag gewinnt West Ham United am 7. Juni mit 2:1 gegen den AC Florenz.
- Den Weltpokal, dem Vorgänger der FIFA-Klub-Weltmeisterschaft, sichert sich Real Madrid (Spanien) durch ein 2:0 gegen Olimpia Asunción aus Paraguay.

### Weltmeisterschaft
- 20. Juli - Eröffnungsspiel der 9. Fußball-Weltmeisterschaft der Frauen in Australien und Neuseeland.
- 20. August - Im Finale im australischen Sydney gewinnt Spanien gegen England mit 1:0 (0:0). Torschützenkönigin wird mit 5 Treffern Hinata Miyazawa.

## Handball

### Vereinsmeisterschaften
- Deutscher Meister der Saison 2022/23 wird der THW Kiel vor dem SC Magdeburg.
- Deutscher Handball-Meister der Frauen der Saison 2022/23 werden die Spielerin des SG BBM Bietigheim.
- Deutscher Pokalsieger werden die Rhein-Neckar Löwen durch ein 36:34 über den SC Magdeburg.
- Deutscher Pokalsieger der Frauen werden die SG BBM Bietigheim durch ein 39:25 über die HSG Bensheim/Auerbach.
- Der SC Magdeburg gewinnt die EHF Champions League durch ein 30:29 n. V. über Barlinek Industria Kielce aus Polen.
- Die Vipers Kristiansand aus Schweden gewinnen die EHF Champions League der Frauen durch ein 28:24 über FTC Rail-Cargo Hungaria aus Ungarn.
- Die Füchse Berlin gewinnen die EHF European League durch ein 36:31 über Fraikin BM Granollers aus Spanien.
- Die Ikast Håndbold aus Dänemark gewinnen die EHF European League der Frauen durch ein 31:24 über Nykøbing Falster Håndboldklub  ebenfalls aus Dänemark.

### Weltmeisterschaft (Männer)
Die 28. Handball-Weltmeisterschaft der Männer wurde vom 11. bis 29. Januar 2023 in Polen und Schweden ausgetragen. Mit den Spiel Frankreich gegen Co-Gastgeber Polen in Katowice wurde die Weltmeisterschaft eröffnet. Das Finalspiel zwischen Frankreich und Dänemark fand in Stockholm statt. Titelverteidiger Dänemark gewann das Spiel mit 34:29 und wurde damit zum dritten Mal in Folge Weltmeister.
Die deutsche Handballnationalmannschaft verlor im Viertelfinale 28:35 gegen Frankreich, konnte sich mit Siegen gegen Ägypten (35:34 nach Verlängerung) und Norwegen (28:24) aber noch Platz 5 sichern. Damit qualifizierte sie sich zur Teilnahme an den vorolympischen Turnieren. Die österreichische Handballnationalmannschaft scheiterte in der zweiten Runde der Play-off-Spiele an Island, die Schweizer Nationalmannschaft bereits in der ersten Runde an Portugal. Damit waren beide Teams nicht für die WM qualifiziert.

### Weltmeisterschaft (Frauen)
Die 26. Handball-Weltmeisterschaft der Frauen wurde zwischen dem 29. November und 17. Dezember 2023 in Dänemark, Norwegen und Schweden ausgetragen. Das Turnier wurde mit den Vorrundenpartien Brasilien gegen Ukraine in Frederikshavn und Südkorea gegen Österreich in Stavanger eröffnet. Im Finale in Herning standen sich Frankreich und der Titelverteidiger Norwegen gegenüber. Die Französinnen entschieden das Match durch einen 31:28-Sieg für sich und sicherten sich damit ihren dritten Weltmeistertitel.
Die deutsche Nationalmannschaft verlor im Viertelfinale 20:27 gegen Schweden. Nachfolgend erreichte sie in den Platzierungsspielen mit einem Sieg gegen Tschechien, sowie einer Niederlage gegen die Niederlande den sechsten Platz, und damit die Berechtigung zur Teilnahme am Qualifikationsturnier 2 für die Olympischen Spiele 2024. Bereits in der Hauptrunde war die österreichische Handballnationalmannschaft als Vorletzte der Gruppe II ausgeschieden und belegte damit den 19. Platz in der Gesamtwertung. Die Schweizer Nationalmannschaft scheiterte schon in der Qualifikationsphase.

## Motorsport

### DTM
Die DTM-Saison 2023 war die 37. Saison der DTM und die 24. seit Neugründung der Serie im Jahr 2000. Sie begann am 27. Mai in Oschersleben und endete am 22. Oktober in Hockenheim. Den Meistertitel gewann Thomas Preining.

### FIA-Formel-1-Weltmeisterschaft
Die 74. Formel-1-Weltmeisterschaft begann am 5. März in Bahrain und endete am 26. November in Abu Dhabi. Weltmeister wurde zum dritten Mal Max Verstappen.

### FIA-Formel-2-Meisterschaft
Die FIA-Formel-2-Meisterschaft 2023 der Automobilrennserie für Formel-Rennwagen war die siebte Saison der FIA-Formel-2-Meisterschaft als FIA-Meisterschaft und die 19. Saison der Rennserie (inkl. der Jahre als GP2-Serie) insgesamt. Den Meistertitel gewann Théo Pourchaire.

### FIA-Langstrecken-Weltmeisterschaft
Die 11. Saison der FIA-Langstrecken-Weltmeisterschaft begann am 17. März in Sebring und endete am 4. November in As-Sachir.

### FIA-Rallye-Weltmeisterschaft
Die 51. Ausgabe der FIA-Rallye-Weltmeisterschaft (WRC) begann am 19. Januar in Monte Carlo und endete am 19. November in Japan. Weltmeister wurde Kalle Rovanperä.

### FIM-Motorrad-Weltmeisterschaft
Die 75. Motorrad-Weltmeisterschaft begann am 26. März in Portugal und endete am 26. November in Spanien. Weltmeister wurde Francesco Bagnaia.

### IndyCar Series
Die 27. Saison der IndyCar Series begann am 5. März in St. Petersburg (Florida) und endete am 10. September in Monterey (Kalifornien). Den Meistertitel gewann Alex Palou.

## Rugby Union
- 8. September bis 28. Oktober: Rugby-Union-Weltmeisterschaft 2023 in Frankreich. Der Titelverteidiger Südafrika war bei der zehnten Auflage des Wettbewerbs zum vierten Mal erfolgreich und wurde damit zum alleinigen Rekordhalter.

## Skispringen

### Vierschanzentournee
Vom 29. Dezember 2022 bis zum 6. Januar 2023 fand die 71. Vierschanzentournee statt. Der Norweger Halvor Egner Granerud gewann die Tournee, nachdem er bei drei von vier Springen siegreich war.

## Tennis

### Grand-Slam-Turniere

#### Australian Open
Die 111. Australian Open fanden vom 16. bis 29. Januar im australischen Melbourne statt. Sieger im Einzel wurden der Serbe Novak Đoković (22. Grand-Slam-Titel) bei den Herren und Aryna Sabalenka (1. Grand-Slam-Titel) bei den Damen. Im Herrendoppel gewannen Rinky Hijikata und Jason Kubler, im Damendoppel Barbora Krejčíková und Kateřina Siniaková und im Mixed Luisa Stefani und Rafael Matos.

#### French Open
Die 122. French Open fanden vom 28. Mai bis 11. Juni in der französischen Hauptstadt Paris statt. Sieger im Einzel wurden der Serbe Novak Đoković (23. Grand-Slam-Titel) bei den Herren und die Polin Iga Świątek (4. Grand-Slam-Titel) bei den Damen. Im Herrendoppel gewannen Ivan Dodig und Austin Krajicek, im Damendoppel Hsieh Su-wei und Wang Xinyu und im Mixed Miyu Katō und Tim Pütz.

#### Wimbledon
Die 136. Wimbledon Championships fanden vom 3. bis 16. Juli in der britischen Hauptstadt London statt. Sieger im Einzel wurden der Spanier Carlos Alcaraz (2. Grand-Slam-Titel) bei den Herren und die Tschechin Markéta Vondroušová (1. Grand-Slam-Titel) bei den Damen. Im Herrendoppel gewannen Wesley Koolhof und Neal Skupski, im Damendoppel Hsieh Su-wei und Barbora Strýcová und im Mixed Ljudmyla Kitschenok und Mate Pavić.

#### US Open
Die 143. US Open fanden vom 28. August bis 10. September 2023 im US-amerikanischen New York statt. Sieger im Einzel wurden der Serbe Novak Đoković (24. Grand-Slam-Titel) bei den Herren und die US-Amerikanerin Coco Gauff (1. Grand-Slam-Titel) bei den Damen. Im Herrendoppel gewannen Rajeev Ram und Joe Salisbury, im Damendoppel Gabriela Dabrowski und Erin Routliffe und im Mixed Anna Danilina und Harri Heliövaara.

### Tour Finals

#### ATP Tour
- Die ATP Finals 2023 fanden vom 12. bis 19. November in der italienischen Stadt Turin statt. Sieger im Einzel wurde der Serbe Novak Đoković, das Doppel entschieden Rajeev Ram und Joe Salisbury für sich.

#### WTA Tour
- Die WTA Finals 2023 fanden am 29. Oktober bis 6. November in der mexikanischen Stadt Cancún statt. Im Einzel-Finale konnte sich die Polin Iga Świątek durchsetzen, im Doppel Laura Siegemund und Wera Swonarjowa.

### Hopman Cup
Der 32. Hopman Cup wurde vom 19. bis 23. Juli 2023 im französischen Nizza ausgetragen. Das Mixed-Turnier fand erstmals seit 2019 wieder statt und wies mehrere Veränderungen auf: Der Veranstaltungsort wechselte vom australischen Perth nach Nizza, der Belag auf Sand, die Anzahl der Teams war von acht auf sechs reduziert. Im Finale konnte sich das kroatische Team Donna Vekić und Borna Ćorić mit 2:0 gegen das Team Schweiz, Céline Naef und Leandro Riedi, durchsetzen.

## Gestorben

### Januar

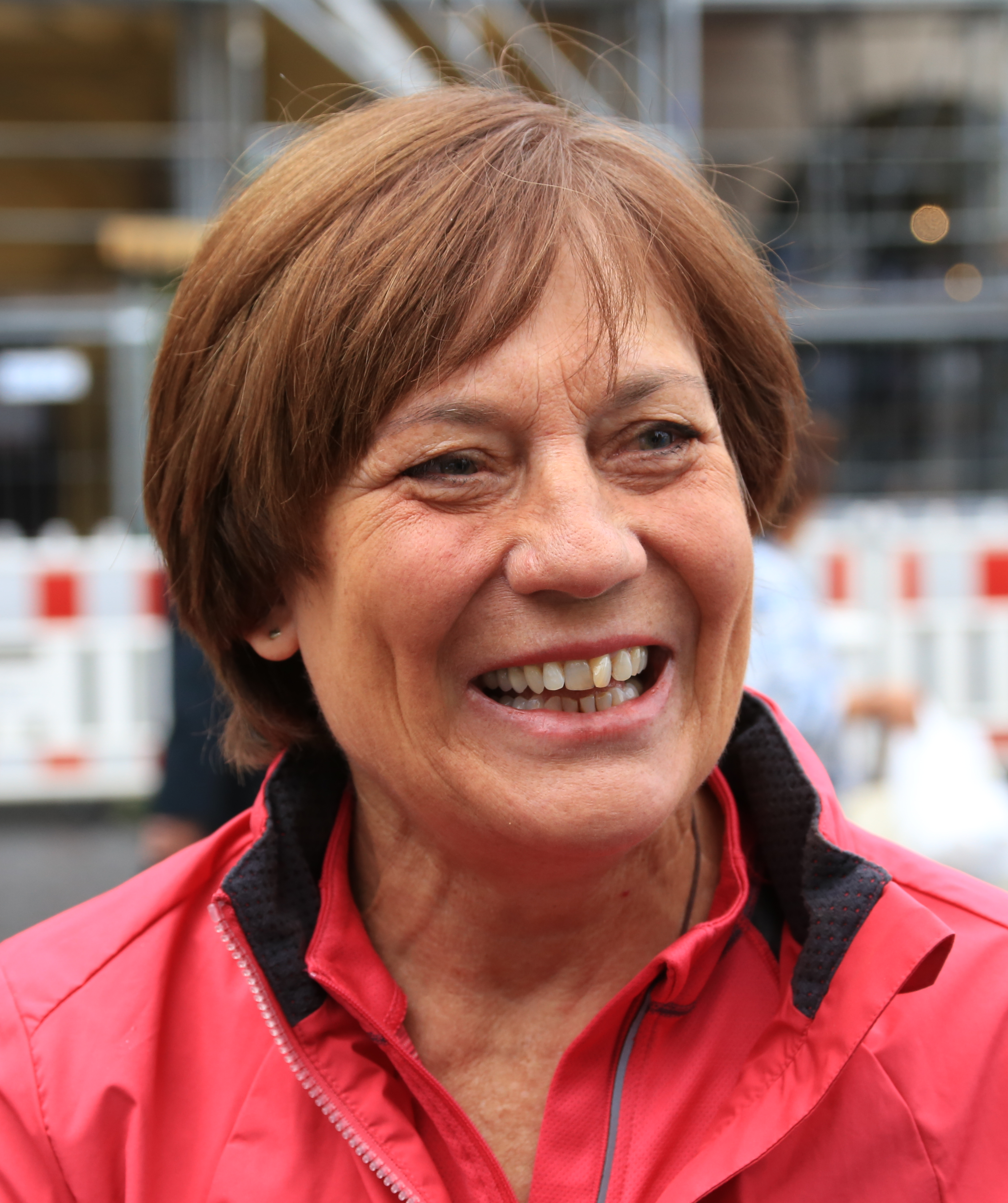
Rosi Mittermaier (2014)

- 01. Januar: Georg Eberl, deutscher Eishockeyspieler (* 1936)
- 01. Januar: Art McNally, US-amerikanischer American-Football-Funktionär und -Schiedsrichter (* 1925)
- 01. Januar: Marlies Schroer, deutsche Eiskunstläuferin (* 1926)
- 03. Januar: Gerda Reitwießner, deutsche Handballspielerin (* 1941)
- 04. Januar: Rosi Mittermaier, deutsche Skirennläuferin (* 1950)
- 04. Januar: Hans Rebele, deutscher Fußballspieler (* 1943)
- 05. Januar: Renate Boy, deutsche Leichtathletin (* 1939)
- 05. Januar: Ernesto Castano, italienischer Fußballspieler (* 1939)
- 06. Januar: Gianluca Vialli, italienischer Fußballspieler und -trainer (* 1964)
- 08. Januar: Roberto Dinamite, brasilianischer Fußballspieler (* 1954)
- 09. Januar: Rainer Ulrich, deutscher Fußballspieler und -trainer (* 1949)

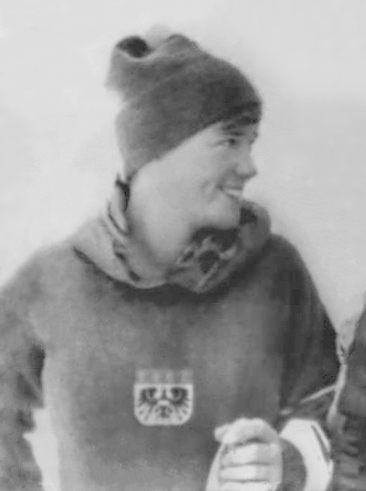
Traudl Hecher (1962)

- 10. Januar: Traudl Hecher, österreichische Skirennläuferin (* 1943)
- 10. Januar: Konstantin II., griechischer Monarch und Segelsportler (* 1940)
- 13. Januar: Klas Lestander, schwedischer Biathlet (* 1931)
- 14. Januar: Poul-Erik Nielsen, dänischer Badmintonspieler und -funktionär (* 1931)
- 15. Januar: Shaye al-Nafisah, saudi-arabischer Fußballspieler (* 1962)
- 16. Januar: Vladislovas Česiūnas, sowjetischer Kanute (* 1940)
- 17. Januar: Chris Ford, US-amerikanischer Basketballspieler und -trainer (* 1949)
- 17. Januar: Heinz-Dieter Hasebrink, deutscher Fußballspieler (* 1941)
- 18. Januar: Manfred Podlich, deutscher Fußballspieler (* 1940)
- 19. Januar: Norbert Sattler, österreichischer Kanute (* 1951)
- 21. Januar: Kurt Schneider, österreichischer Radsportler (* 1932)
- 28. Januar: Phillip Coles, australischer Kanute und Sportfunktionär (* 1931)
- 29. Januar: Ross Gillespie, neuseeländischer Hockeyspieler und -trainer (* 1935)
- 29. Januar: Horst Meurer, deutscher Fußballspieler und -trainer (* 1934)
- 29. Januar: Kyle Smaine, US-amerikanischer Freestyle-Skisportler (* 1991)
- 30. Januar: Bobby Hull, kanadischer Eishockeyspieler und -trainer (* 1939)
- 30. Januar: Charly Loubet, französischer Fußballspieler (* 1946)
- 30. Januar: Gerald Mortag, deutscher Radsportler und Trainer (* 1958)
- 30. Januar: Félix Sienra, uruguayischer Segler und Sportfunktionär (* 1916)
- 31. Januar: Kim Young-hee, südkoreanische Basketballspielerin (* 1963)
- 31. Januar: Jan Kudra, polnischer Radrennfahrer (* 1937)

### Februar

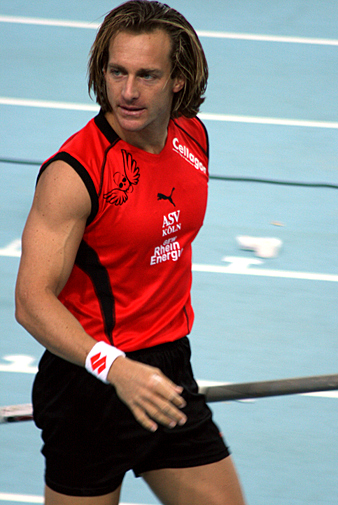
Tim Lobinger (2007)

- 02. Februar: Jean-Pierre Jabouille, französischer Automobilrennfahrer (* 1942)
- 02. Februar: James Wofford, US-amerikanischer Vielseitigkeitsreiter und Trainer (* 1944)
- 04. Februar: Manfred Kötter, deutscher Springreiter und Springreittrainer (* 1936)
- 05. Februar: Hansi Schmidt, rumänisch-deutscher Handballspieler (* 1942)
- 06. Februar: Greta Andersen, dänische Schwimmerin und Olympiasiegerin (* 1927)
- 06. Februar: Christian Atsu, ghanaischer Fußballspieler (* 1992)
- 07. Februar: Friedel Lutz, deutscher Fußballspieler (* 1939)
- 08. Februar: Miroslav Blažević, bosnisch-kroatisch-Schweizer Fußballtrainer (* 1935)
- 08. Februar: Volkan Kahraman, österreichischer Fußballspieler türkischer Abstammung (* 1979)
- 08. Februar: Wolodymyr Morosow, sowjetischer Kanute (* 1940)
- 09. Februar: Marcos Alonso, spanischer Fußballspieler und -trainer (* 1959)
- 09. Februar: Kurt Marnul, österreichischer Bodybuilder und Gewichtheber (* 1929)
- 12. Februar: Eileen Sheridan, britische Radsportlerin (* 1923)
- 13. Februar: Kéné Ndoye, senegalesische Leichtathletin (* 1978)
- 16. Februar: Tulsidas Balaram, indischer Fußballspieler (* 1936)
- 16. Februar: Tim Lobinger, deutscher Stabhochspringer (* 1972)
- 18. Februar: Ahmet Suat Özyazıcı, türkischer Fußballspieler und -trainer (* 1936)
- 18. Februar: Petar Schekow, bulgarischer Fußballspieler (* 1944)
- 19. Februar: Greg Foster, US-amerikanischer Leichtathlet (* 1958)
- 20. Februar: Ken Warby, australischer Rennbootfahrer (* 1939)
- 21. Februar: Amancio Amaro Varela, spanischer Fußballspieler und -trainer (* 1939)
- 23. Februar: Adam Lisewski, polnischer Florettfechter (* 1944)
- 25. Februar: Dieter Pürschel, deutscher Eishockeytorwart (* 1941)
- 26. Februar: Bob Richards, US-amerikanischer Leichtathlet und Olympiasieger (* 1926)
- 28. Februar: Dennis Aase, US-amerikanischer Automobilrennfahrer (* 1942)
- 00. Februar: Cemal Kütahya, türkischer Handball- und Beachhandballspieler (* 1990)

### März

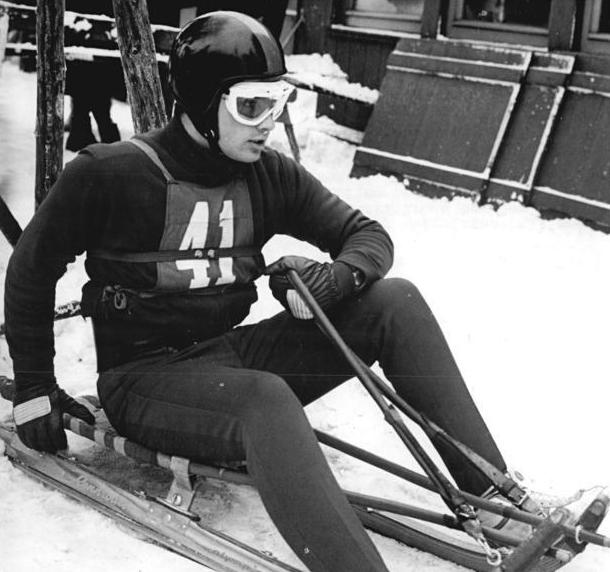
Klaus Bonsack (1969)

- 01. März: Just Fontaine, französischer Fußballspieler, -trainer und -funktionär (* 1933)
- 01. März: Jerry Richardson, US-amerikanischer American-Football-Spieler und Franchise-Eigentümer (* 1936)
- 02. März: Sepp Reif, deutscher Eishockeyspieler (* 1937)
- 02. März: Jan Żurawski, polnischer Ringer (* 1932)
- 03. März: Jaak Lipso, sowjetischer Basketballspieler und -trainer (* 1940)
- 03. März: Argentina Menis, rumänische Leichtathletin (* 1948)
- 04. März: Romualdo Arppi Filho, brasilianischer Fußballschiedsrichter (* 1939)
- 05. März: Klaus-Michael Bonsack, deutscher Rennrodler (* 1941)
- 05. März: Allan Jay, britischer Fechter (* 1931)
- 05. März: Shōzō Sasahara, japanischer Ringer und Sportfunktionär (* 1929)
- 06. März: Pawel Charin, sowjetischer Kanute (* 1927)
- 07. März: Patricia McCormick, US-amerikanische Wasserspringerin (* 1930)
- 09. März: Shirō Hashizume, japanischer Schwimmer (* 1928)
- 10. März: Karoline Käfer, österreichische Leichtathletin (* 1954)
- 11. März: Amy Fuller, US-amerikanische Ruderin (* 1968)
- 11. März: Bud Grant, US-amerikanischer American-Football-Spieler und -Trainer (* 1927)

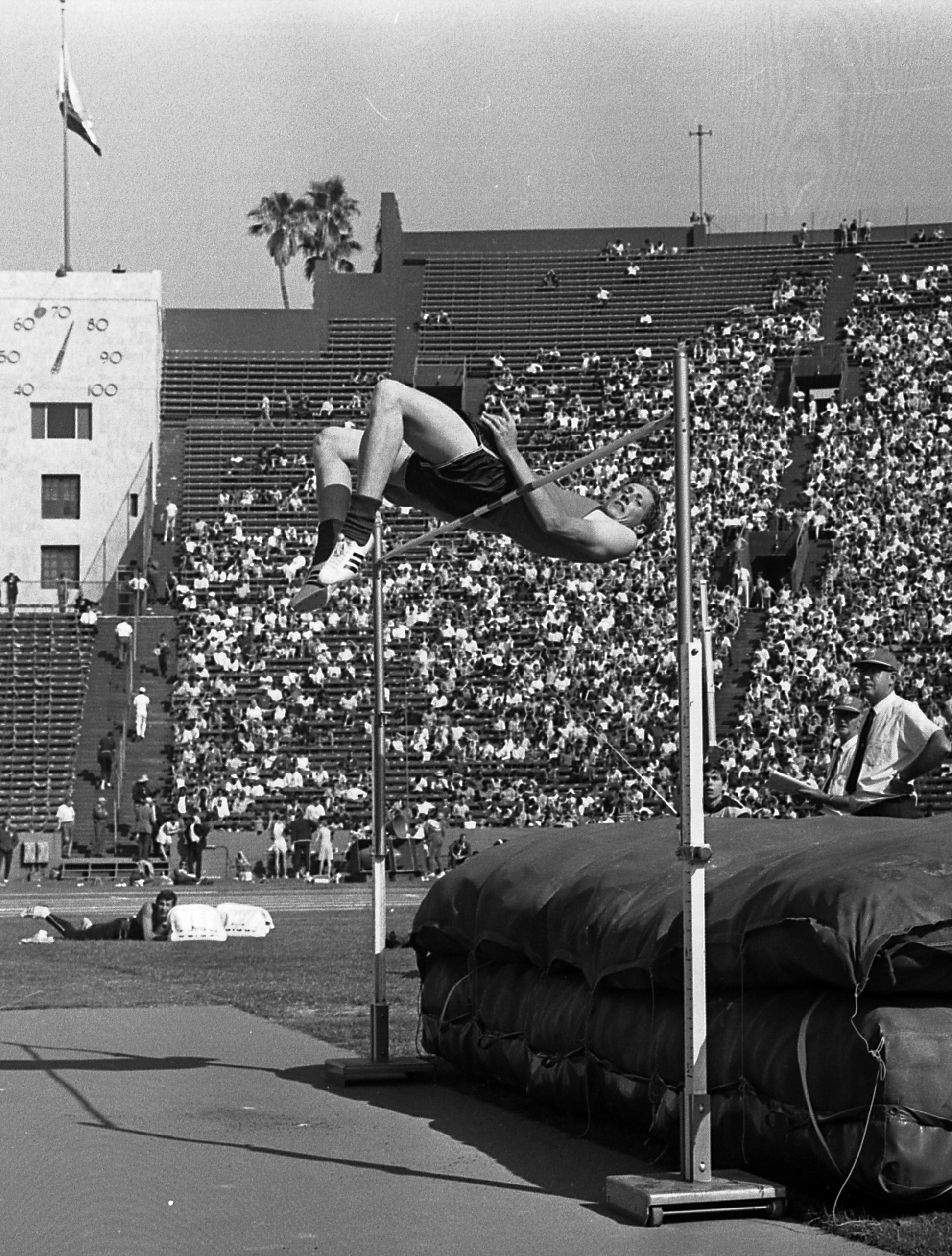
Dick Fosbury (1968)

- 12. März: Dick Fosbury, US-amerikanischer Leichtathlet (* 1947)
- 13. März: Vera Selby, englische English-Billiards- und Snookerspielerin (* 1930)
- 15. März: Roman Lentner, polnischer Fußballspieler (* 1937)
- 15. März: Claude Simonet, französischer Fußballspieler und Sportfunktionär (* 1930)
- 16. März: Ángel Fournier, kubanischer Ruderer (* 1987)
- 18. März: Micheline Lannoy, belgische Eiskunstläuferin (* 1925)
- 19. März: Gottfried Kustermann, deutscher Sportschütze (* 1943)
- 20. März: Osvaldo Héctor Cruz, argentinischer Fußballspieler (* 1931)
- 20. März: Dave Gardner, kanadischer Eishockeyspieler und -trainer (* 1952)
- 21. März: Willis Reed, US-amerikanischer Basketballspieler (* 1942)
- 21. März: Heinz Steinmann, deutscher Fußballspieler (* 1938)
- 24. März (oder früher): Peter Marti, Schweizer Fußballspieler (* 1952)
- 25. März: Hans Richter, deutscher Fußballspieler und -trainer (* 1959)
- 25. März: Rita Czech-Blasel, deutsche Skilangläuferin (* 1932)
- 27. März: Heinz Florian Oertel, deutscher Sportjournalist und -kommentator (* 1927)
- 28. März: Manfred Schaefer, australischer Fußballspieler und -trainer (* 1943)
- 31. März: Werner Nievelstein, deutscher Fußballspieler (* 1941)

### April

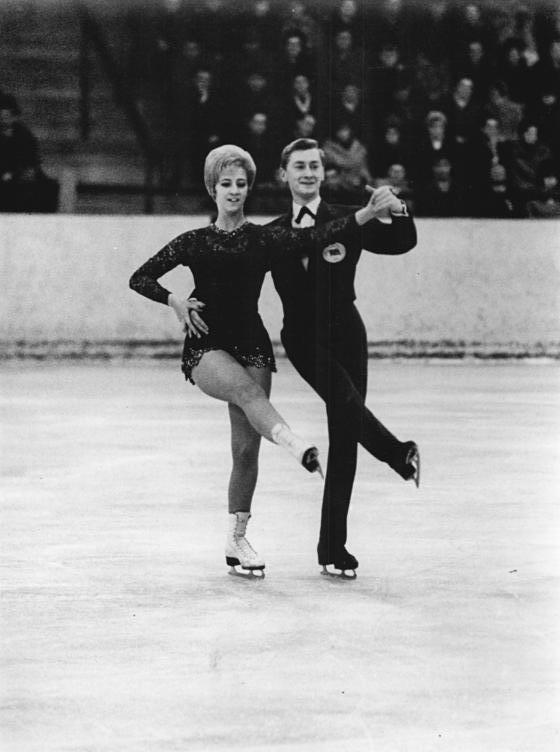
Bernard Ford (mit Diana Towler, 1966)

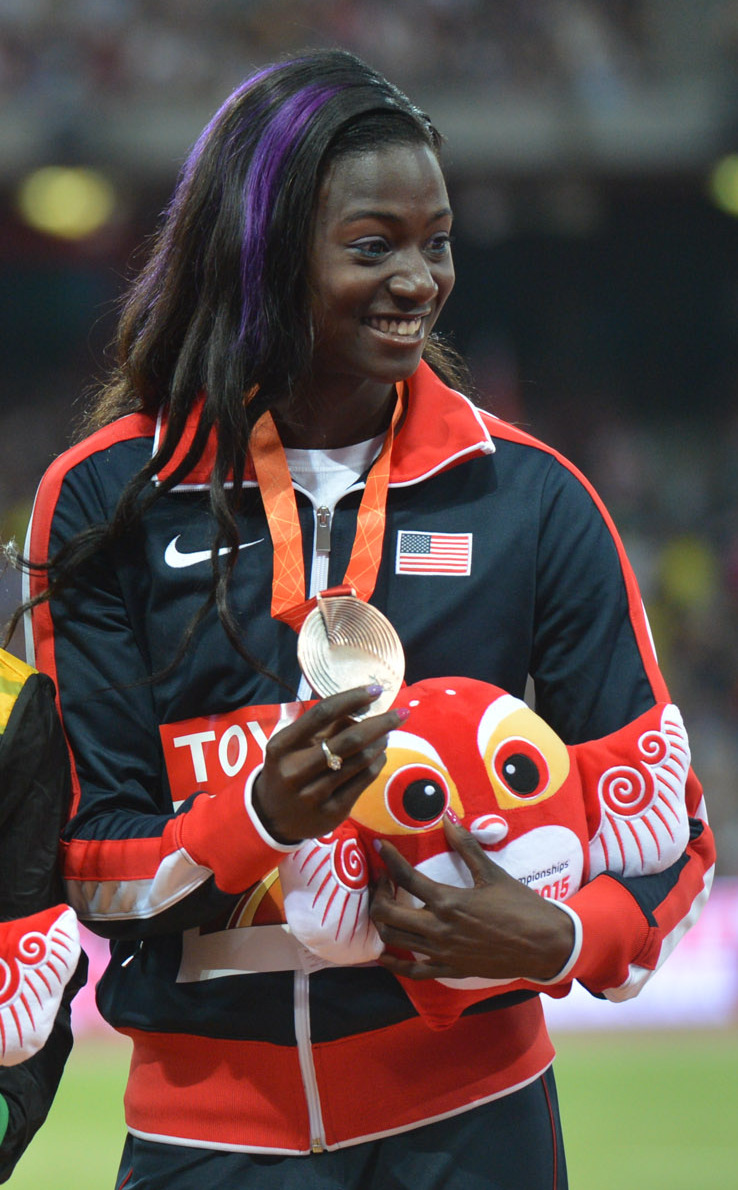
Tori Bowie (2015)

- 01. April: Ken Buchanan, britischer Boxer (* 1945)
- 01. April: Johann Ettmayer, österreichischer Fußballspieler (* 1946)
- 01. April: Włodzimierz Schmidt, polnischer Schachspieler (* 1943)
- 02. April: Salim Durani, indischer Cricketspieler (* 1934)
- 04. April: Craig Breedlove, US-amerikanischer Automobilrennfahrer (* 1937)
- 04. April: Birger Jensen, dänischer Fußballspieler (* 1951)
- 05. April: Bernard Ford, britischer Eiskunstläufer, -trainer und -choreograph (* 1947)
- 05. April: Sergio Gori, italienischer Fußballspieler (* 1946)
- 06. April: Uwe Erich, deutscher Fußballspieler, (* 1937)
- 07. April: Philippe Bouvatier, französischer Radrennfahrer (* 1964)
- 10. April: Christoph Schweiger, deutscher Sportkletterer (* 2001)
- 13. April: Julia Ituma, italienische Volleyballspielerin (* 2004)
- 13. April: Mike Zettel, kanadischer Eishockeyspieler und -trainer (* 1953)
- 15. April: Faith Thomas, australische Cricketspielerin (* 1933)
- 17. April: Bob Berry, US-amerikanischer American-Football-Spieler (* 1942)
- 17. April: Ernst Oberaigner, österreichischer Skirennläufer (* 1932)
- 19. April: Walter Demel, deutscher Skilangläufer (* 1935)
- 19. April: Jeremy Nobis, US-amerikanischer Skirennläufer (* 1970)
- 19. April: Elena Pampoulova, bulgarische Tennisspielerin (* 1972)
- 19. April: Herbert Scheller, deutscher Fußballspieler (* 1948)
- 19. April: Dave Wilcox, US-amerikanischer American-Football-Spieler (* 1942)
- 20. April: Eike Emrich, deutscher Sportsoziologe, -ökonom und Verbandsfunktionär (* 1957)
- 20. April: Josep Maria Fusté, spanischer Fußballspieler (* 1941)
- 22. April: Werner Voigt, deutscher Fußballspieler und -trainer (* 1947)
- 23. April: Anatoli Akentjew, sowjetischer bzw. russischer Skilangläufer, Skilanglauftrainer und Sportfunktionär (* 1939)
- 23. April: Tori Bowie, US-amerikanische Leichtathletin (* 1990)
- 23. April: Rainer Osselmann, deutscher Wasserballspieler (* 1960)
- 24. April: Ernst Huberty, luxemburgisch-deutscher Sportjournalist und Fernsehmoderator (* 1927)
- 25. April: Wera Krepkina, sowjetische Leichtathletin (* 1933)
- 28. April: Jeremy Fox, britischer Moderner Fünfkämpfer (* 1941)
- 28. April: Wolfgang Viebig, deutscher Tischtennisspieler (* 1940)
- 29. April: Herbert Gronen, deutscher Fußballspieler (* 1944)
- 30. April: Ralph Boston, 	US-amerikanischer Leichtathlet (* 1939)
- 000April: Andrzej Bławdzin, polnischer Radrennfahrer (* 1938)

### Mai

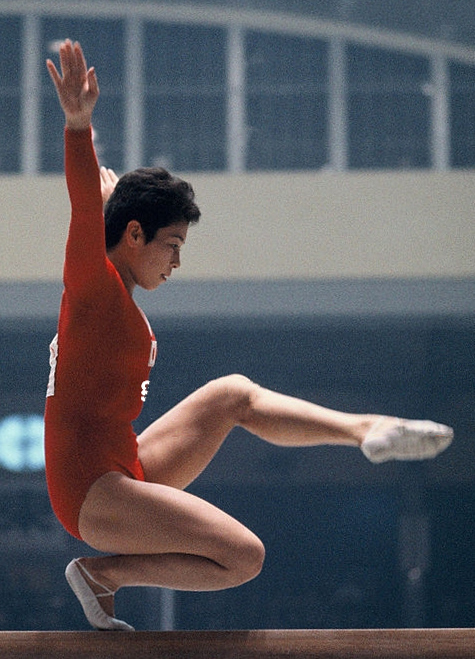
Keiko Ikeda (1964)

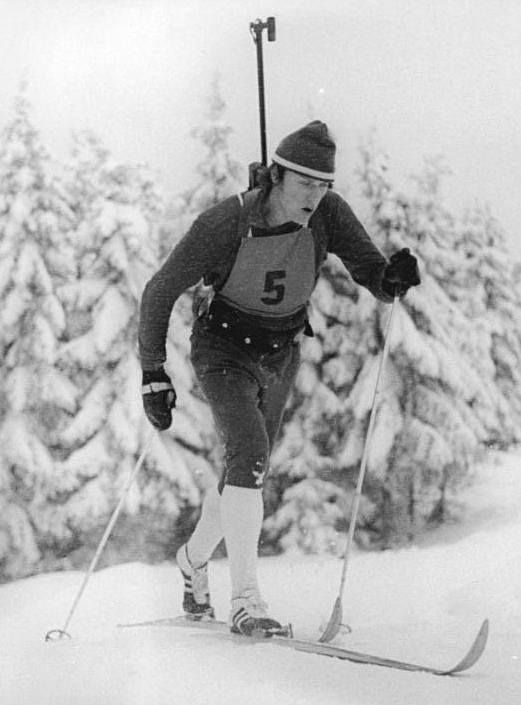
Günter Bartnik (1975)

- 01. Mai: Calvin Davis, US-amerikanischer Leichtathlet (* 1972)
- 03. Mai: Josef „Sepp“ Lenz, deutscher Rennrodler und Rennrodeltrainer (* 1935)
- 03. Mai: Ronald Raue, deutscher Tischtennisspieler und -trainer (* 1944)
- 04. Mai: Petr Klíma, tschechischer Eishockeyspieler (* 1964)
- 05. Mai: George Fouché, südafrikanischer Automobilrennfahrer (* 1965)
- 05. Mai: Arsenio Iglesias, spanischer Fußballspieler und -trainer (* 1930)
- 05. Mai: Siiri Rantanen, finnische Skilangläuferin (* 1924)
- 06. Mai: Vida Blue, US-amerikanischer Baseballspieler (* 1949)
- 07. Mai: Vic Stasiuk, kanadischer Eishockeyspieler und -trainer (* 1929)
- 08. Mai: Wilfried Erdmann, deutscher Einhandsegler (* 1940)
- 09. Mai: Antonio Carbajal, mexikanischer Fußballspieler (* 1929)
- 11. Mai: András Adorján, ungarischer Schachspieler (* 1950)
- 12. Mai: Owen Davidson, australischer Tennisspieler (* 1943)
- 13. Mai: Keiko Ikeda, japanische Kunstturnerin (* 1933)
- 13. Mai: Weldon Olson, US-amerikanischer Eishockeyspieler (* 1932)
- 14. Mai: Ferran Olivella, spanischer Fußballspieler (* 1936)
- 15. Mai: Rüdiger Hänel, deutscher Hockeyspieler und -trainer (* 1958)
- 15. Mai: Zbigniew Kaczmarek, polnisch-deutscher Gewichtheber (* 1946)
- 17. Mai: Billy Graham, US-amerikanischer Wrestler (* 1943)
- 18. Mai: Jim Brown, US-amerikanischer American-Football-Spieler (* 1936)
- 18. Mai: Harry Melges, US-amerikanischer Segler (* 1930)
- 19. Mai: Günter Bartnik, deutscher Biathlet (* 1949)
- 19. Mai: Jan Olsson, schwedischer Fußballspieler (* 1944)
- 20. Mai: Richard McDermott, US-amerikanischer Eisschnellläufer (* 1940)
- 22. Mai: Rick Hoyt, US-amerikanischer Behindertensportler (* 1962)
- 24. Mai: Ergun Öztuna, türkischer Fußballspieler (* 1937)
- 26. Mai: Igor Wassiljew, russischer Handballspieler und -trainer (* 1966)
- 27. Mai: Horst Bertram, deutscher Fußballspieler (* 1948)
- 29. Mai: Vítězslav Mácha, tschechoslowakischer bzw. tschechischer Ringer (* 1948)
- 30. Mai: Karl-Heinz Ferschl, deutscher Fußballspieler (* 1944)
- 30. Mai: Raisa O’Farrill, kubanische Volleyballspielerin (* 1972)
- 00. Mai: Per Røntved, dänischer Fußballspieler (* 1949)
- 00. Mai: Wolfgang Lakenmacher, deutscher Handballspieler und -trainer (* 1943)

### Juni
- 01. Juni: Reinhold Senn, österreichischer Rennrodler (* 1936)
- 03. Juni: Jim Hines, US-amerikanischer Sprinter (* 1946)
- 04. Juni: Yüksel Gündüz, türkischer Fußballspieler (* 1937)
- 05. Juni: Wadym Malachatko, ukrainischer Schachspieler (* 1977)
- 08. Juni: Klaus Beer, deutscher Leichtathlet (* 1942) Klaus Beer (1962)

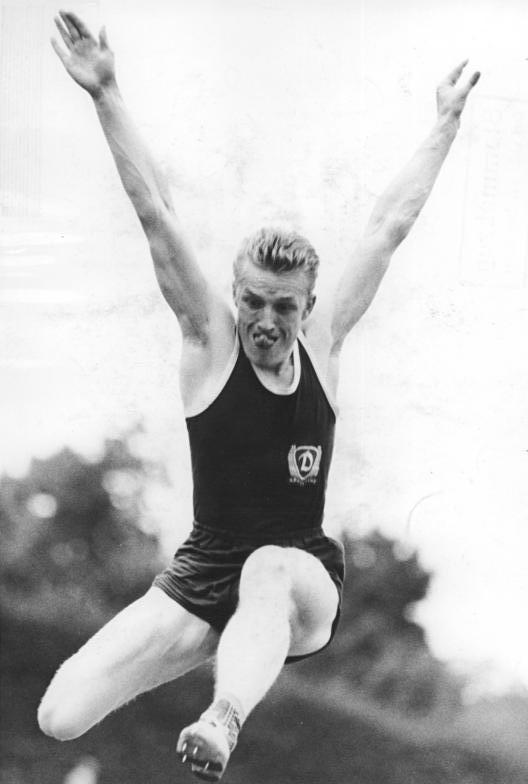
Klaus Beer (1962)

- 08. Juni: Renato Longo, italienischer Radsportler (* 1937)
- 08. Juni: Txomin Perurena, spanischer Radrennfahrer (* 1943)
- 10. Juni: Dieter Bertholdt, deutscher Schachspieler (* 1935)
- 11. Juni: Jean Wicki, Schweizer Bobfahrer (* 1933)
- 12. Juni: Harvey Glance, US-amerikanischer Leichtathlet (* 1957)
- 13. Juni: John Hollins, englischer Fußballspieler und -trainer (* 1946)
- 13. Juni: Wiktor Lissizki, sowjetischer Turner (* 1939)
- 14. Juni: Wladimir Schmeljow, sowjetischer Moderner Fünfkämpfer (* 1946)
- 16. Juni: Bob Brown, US-amerikanischer American-Football-Spieler (* 1941)
- 16. Juni: Manabu Kitabeppu, japanischer Baseballspieler (* 1957)
- 16. Juni: Gino Mäder, Schweizer Radsportler (* 1997)
- 19. Juni: Diane Schöler, britisch-deutsche Tischtennisspielerin (* 1933)
- 22. Juni: Stéphane Demol, belgischer Fußballspieler und -trainer (* 1966)
- 22. Juni: Horst-Dieter Höttges, deutscher Fußballspieler (* 1943)
- 24. Juni: Leo Insam, italienischer Eishockeyspieler (* 1975)
- 24. Juni: Dean Smith, US-amerikanischer Sportler und Stuntman (* 1932)
- 25. Juni: Wilhelm Büsing, deutscher Vielseitigkeitsreiter (* 1921)
- 28. Juni: Harry Klugmann, deutscher Vielseitigkeitsreiter (* 1940)
- 00. Juni: Walter Stamm, österreichischer Fußballspieler (* 1941)

### Juli
- 01. Juli: Dilano van ’t Hoff, niederländischer Automobilrennfahrer (* 2004)
- 01. Juli: Klaus Täuber, deutscher Fußballspieler (* 1958)

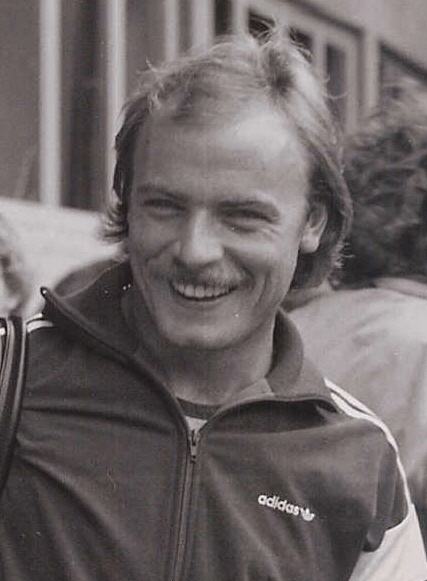
Klaus Täuber (1985)

- 02. Juli: Monika Schmidt, deutsche Fußballspielerin (* 1951)
- 04. Juli: Georges Bereta, französischer Fußballspieler (* 1946)
- 04. Juli: Beat Züger, Schweizer Schachspieler (* 1961)
- 07. Juli: Joseph Chebet, kenianischer Leichtathlet (* 1970)
- 08. Juli: Mikalaj Aljochin, sowjetischer Säbelfechter (* 1954)
- 09. Juli: Luis Suárez, spanischer Fußballspieler und -trainer (* 1935)
- 11. Juli: Sepp Behr, deutscher Skirennläufer (* 1929)
- 14. Juli: Gerhard Bopp, deutscher Fußballspieler (* 1949)
- 14. Juli: Michael Dusek, deutscher Fußballspieler und - trainer (* 1958)
- 15. Juli: Toni Auer, deutscher Radrennfahrer (* 1937) Toni Auer (rechts),
mit Walter Sonntag (1958)

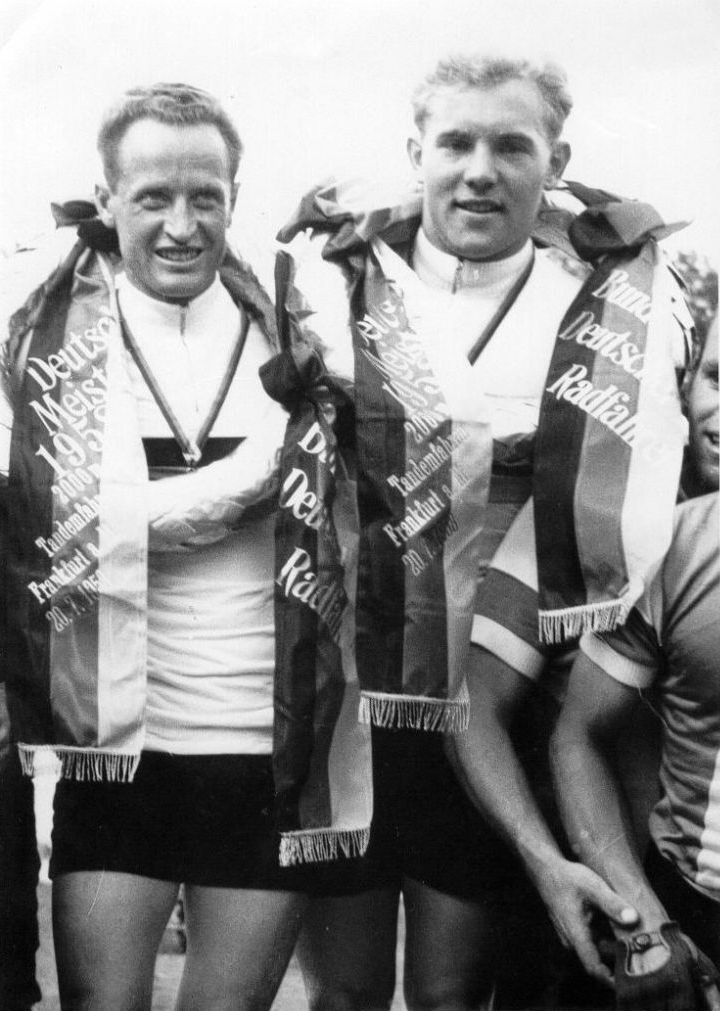
Toni Auer (rechts),
mit Walter Sonntag (1958)

- 15. Juli: Weniamin Soldatenko, sowjetischer Leichtathlet (* 1939)
- 17. Juli: Robert Budzynski, französischer Fußballspieler und -funktionär (* 1940)
- 17. Juli: Rudolf Hendel, deutscher Judoka (* 1947)
- 17. Juli: Palhinha, brasilianischer Fußballspieler und -trainer (* 1950)
- 19. Juli: Mike Hammond, britisch-kanadischer Eishockeyspieler (* 1990)
- 19. Juli: Remigijus Valiulis, litauisch-sowjetischer Leichtathlet (* 1958)
- 20. Juli: Theo Smit, niederländischer Radrennfahrer (* 1951)
- 22. Juli: Günter Herrmann, deutscher Fußballspieler (* 1939)
- 22. Juli: Adolf Scherer, tschechoslowakischer Fußballspieler (* 1938)
- 22. Juli: Marianne Werner, deutsche Leichtathletin (* 1924)
- 24. Juli: Trevor Francis, englischer Fußballspieler (* 1954)
- 24. Juli: Anne-Chatrine Rühlow, deutsche Leichtathletin (* 1936)
- 25. Juli: Johnny Lujack, US-amerikanischer American-Football-Spieler (* 1925)
- 26. Juli: Roger Dorchy, französischer Automobilrennfahrer (* 1944)
- 29. Juli: Manfred Hiemer, deutscher Rallyefahrer (* 1961)
- 29. Juli: Clive Rowlands, walisischer Rugbyspieler und -trainer (* 1938)
- 31. Juli: Carl-Erik Eriksson, schwedischer Bobfahrer (* 1930)
- 31. Juli: Dirk Hordorff, deutscher Tennisfunktionär und -trainer (* 1956)

### August

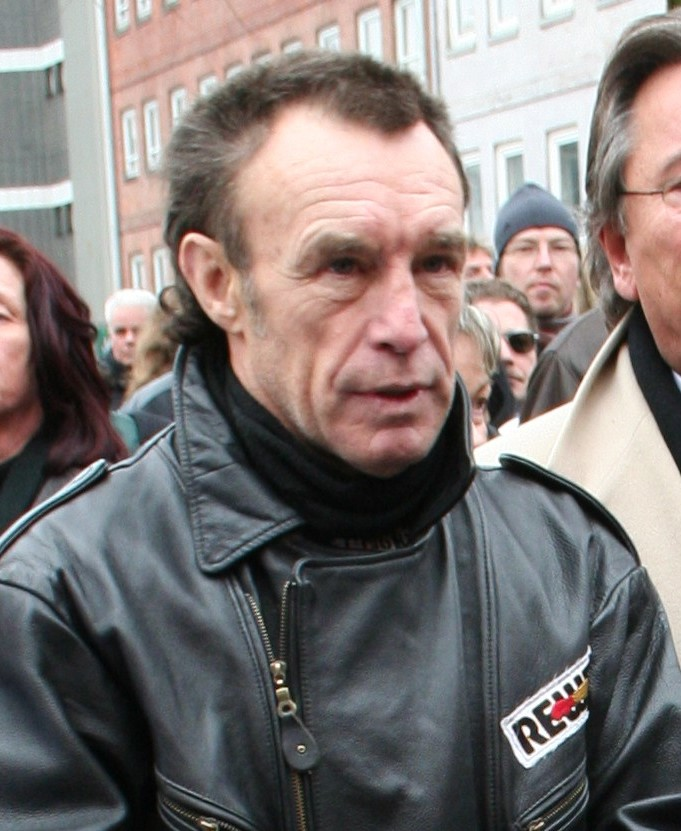
René Weller (2009)

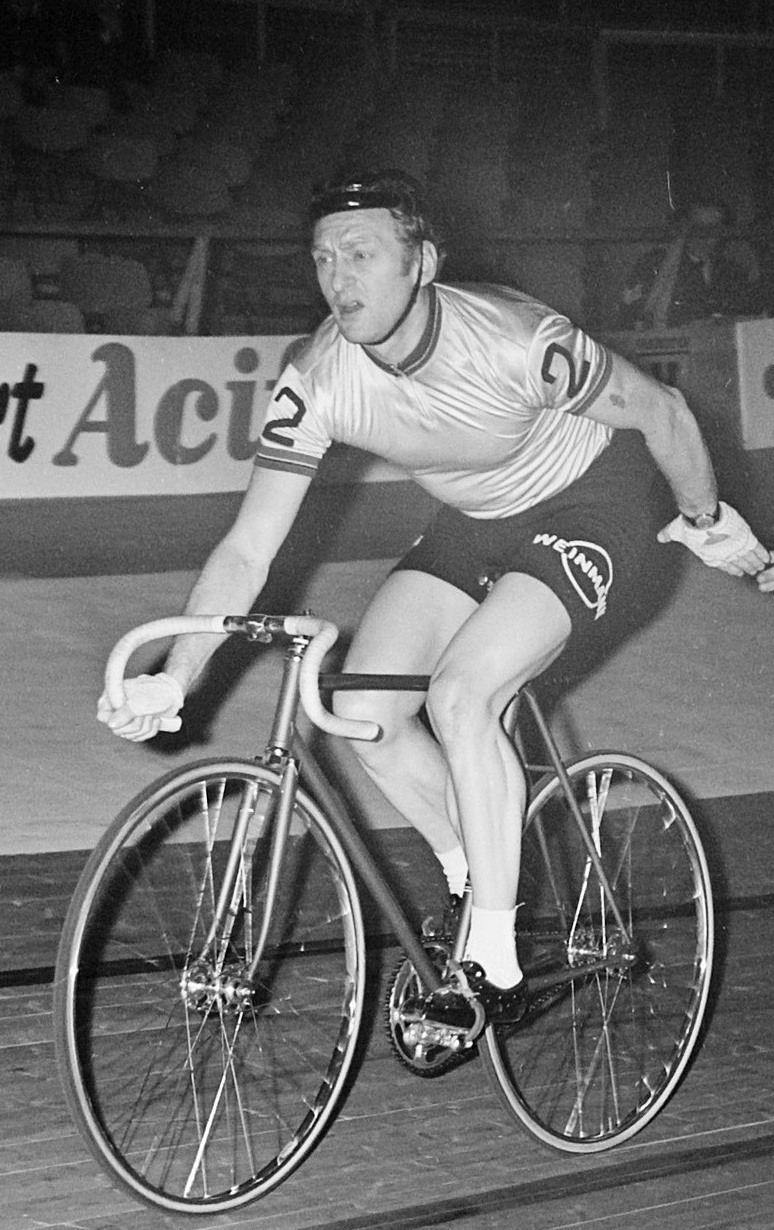
Klaus Bugdahl (1969)

- 01. August: Franz Csandl, österreichischer Boxer (* 1948)
- 03. August: Bob Murdoch, kanadischer Eishockeyspieler, -trainer und -scout (* 1946)
- 04. August: Andreas Däscher, Schweizer Skispringer (* 1927)
- 05. August: Helmut Siber, österreichischer Fußballspieler (* 1942)
- 06. August: Gilles Gilbert, kanadischer Eishockeyspieler, -trainer und -scout (* 1949)
- 06. August: Walter Wrigge, deutscher Sportschütze (* 1946)
- 08. August: Federico Bahamontes, spanischer Radrennfahrer (* 1928)
- 09. August: Aleksandar Matanović, jugoslawischer bzw. serbischer Schachspieler und Herausgeber (* 1930)
- 10. August: Rainer Müller, deutscher Taekwondoin (* 1953)
- 10. August: Klaus Rost, deutscher Ringer (* 1940)
- 11. August: Henner Misersky, deutscher Leichtathlet, Skilanglauftrainer und Dopingbekämpfer (* 1940)
- 12. August: Atanas Golomejew, bulgarischer Basketballspieler, -trainer und -funktionär (* 1947)
- 14. August: Bobby Baun, kanadischer Eishockeyspieler und -trainer (* 1936)
- 14. August: Boris Dubrowski, sowjetischer Ruderer (* 1939)
- 15. August: Wladimir Timoschinin, russischer Wasserspringer (* 1970)
- 17. August: Klaus Bohnsack, deutscher Fußballspieler (* 1940)
- 17. August: John Devitt, australischer Schwimmer (* 1937)
- 17. August: Christian Puibaraud, französischer Ruderer (* 1938)
- 17. August: Guillermo Timoner, spanischer Radrennfahrer (* 1926)
- 18. August: Lorenz Horr, deutscher Fußballspieler (* 1942)
- 22. August: Tom Courtney, US-amerikanischer Leichtathlet (* 1933)
- 22. August: Martin Laciga, Schweizer Beachvolleyballspieler (* 1975)
- 22. August: René Weller, deutscher Boxer (* 1953)
- 23. August: Terry Funk, US-amerikanischer Wrestler (* 1944)
- 24. August: Bray Wyatt, US-amerikanischer Wrestler (* 1987)
- 27. August: Anwar Ibragimow, russischer Florettfechter (* 1965)
- 27. August: Dennis Kramer, US-amerikanisch-deutscher Basketballspieler (* 1992)
- 29. August: Waldemar Victorino, uruguayischer Fußballspieler (* 1952)
- 30. August: Jan Jongbloed, niederländischer Fußballspieler (* 1940)
- 30. August: Gennadi Sapunow, sowjetischer Ringer und -trainer (* 1938)
- 31. August: Anatoli Sass, sowjetischer Ruderer (* 1935)
- 00 August: Klaus Bugdahl, deutscher Radrennfahrer (* 1934)

### September

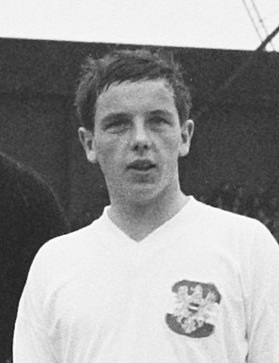
Leopold Grausam (1964)

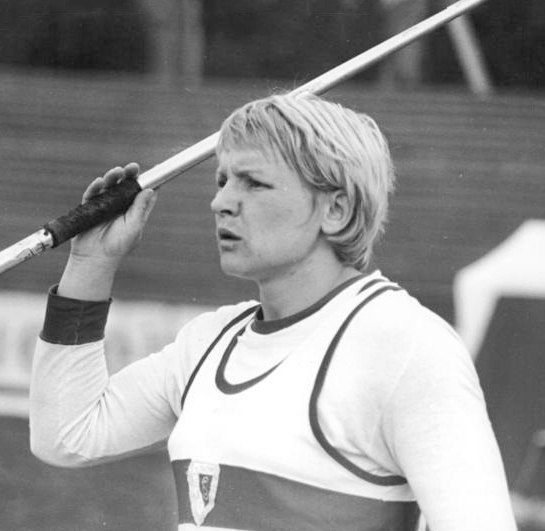
Ruth Fuchs (1980)

- 01. September: Theodor Schober, deutscher Basketballspieler und -trainer (* 1928)
- 02. September: Salif Keïta, malischer Fußballspieler und -funktionär (* 1946)
- 03. September: Heath Streak, simbabwischer Cricketspieler und -trainer (* 1974)
- 04. September: Eddie Meador, US-amerikanischer American-Football-Spieler (* 1937)
- 04. September: Filip Minarik, tschechischer Jockey (* 1975)
- 05. September: Albert Asarjan, sowjetischer Turner (* 1929)
- 05. September: Ronald Maier, deutscher Handballfunktionär (* 1978)
- 08. September: Leopold Grausam, österreichischer Fußballspieler (* 1943)
- 09. September: Alois Glaubitz, deutscher Fußballspieler (* 1934)
- 11. September: Juan Carlos Harriott, argentinischer Polospieler (* 1936)
- 11. September: Manfred Poschenrieder, deutscher Motorrad-Bahnrennfahrer (* 1938)
- 13. September: Perrie Mans, südafrikanischer Snookerspieler (* 1940)
- 17. September: Willi Padge, deutscher Ruderer (* 1943)
- 18. September: Henry Boucha, US-amerikanischer Eishockeyspieler (* 1951)
- 19. September: Slobodan Čendić, jugoslawischer Fußballtrainer (* 1938)
- 20. September: Maddy Cusack, englische Fußballspielerin (* 1995)
- 20. September: Ruth Fuchs, deutsche Leichtathletin (* 1946)
- 21. September: Sabine Bothe, deutsche Handballspielerin (* 1960)
- 21. September: Walewska Oliveira, brasilianische Volleyballspielerin (* 1979)
- 21. September: Jeremy Silman, US-amerikanischer Schachspieler, -lehrer und -autor (* 1954)
- 22. September: Giovanni Lodetti, italienischer Fußballspieler (* 1942)
- 23. September: Skadi Walter, deutsche Eisschnellläuferin (* 1964)
- 26. September: Asgeir Dølplads, norwegischer Skispringer (* 1932)
- 26. September: Brooks Robinson, US-amerikanischer Baseballspieler (* 1937)
- 30. September: Lucjan Józefowicz, polnischer Radrennfahrer (* 1935)
- 00 September: Rainer Troppa, deutscher Fußballspieler (* 1958)

### Oktober

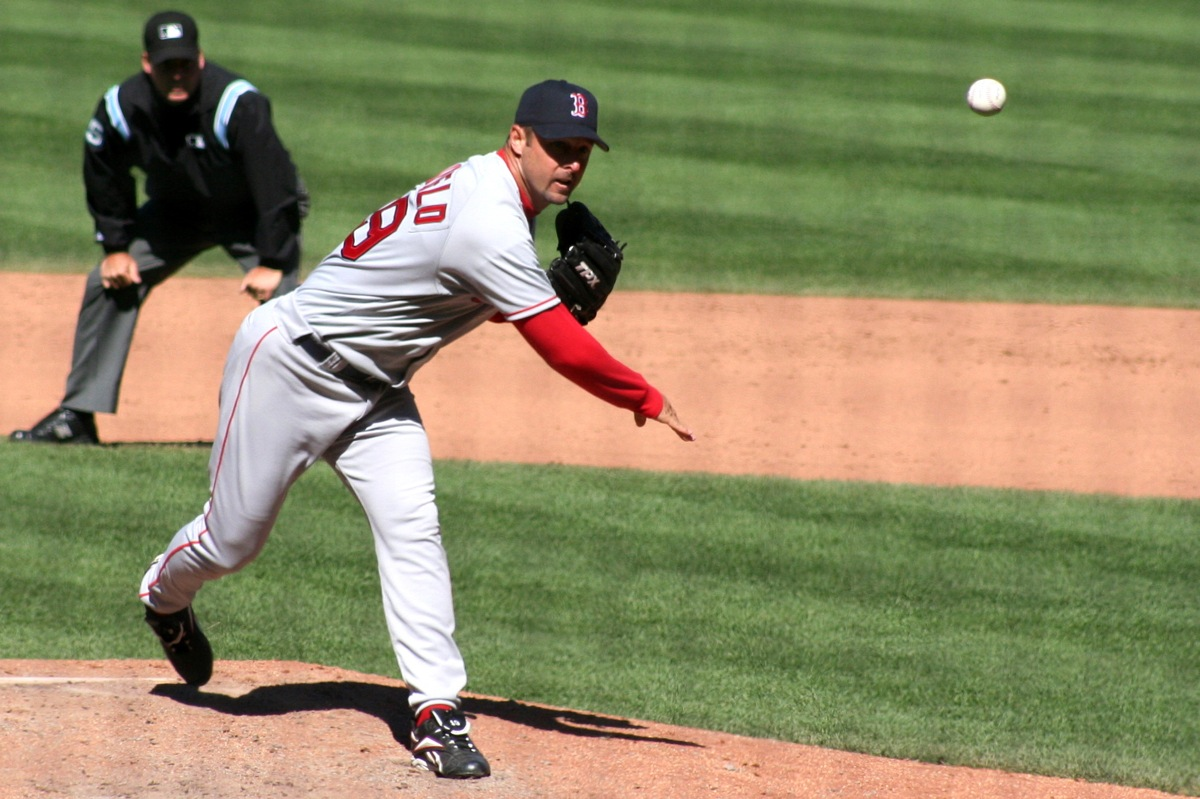
Tim Wakefield (2006)

- 01. Oktober: Tim Wakefield, US-amerikanischer Baseballspieler (* 1966)
- 02. Oktober: Francis Lee, englischer Fußballspieler (* 1944)
- 05. Oktober: Adrianna Biermaier, österreichische Basketballspielerin (* 1945)
- 05. Oktober: Dick Butkus, US-amerikanischer American-Football-Spieler (* 1942)
- 07. Oktober: Eric Griffin, US-amerikanischer Boxer (* 1967)
- 07. Oktober: Ellen Wessinghage, deutsche Leichtathletin (* 1948)
- 08. Oktober: Agneta Andersson, schwedische Kanutin, Olympiasiegerin und Weltmeisterin (* 1961)
- 09. Oktober: Gerhard Grimmer, deutscher Skilangläufer (* 1943)
- 11. Oktober: Walt Garrison, US-amerikanischer American-Football-Spieler (* 1944)
- 11. Oktober: Henning Opitz, deutscher Handballspieler und -funktionär (* 1938)
- 12. Oktober: Eckhard Meinberg, deutscher Sportpädagoge (* 1944)
- 15. Oktober: Toni Gruber, deutscher Motorradrennfahrer (* 1943)

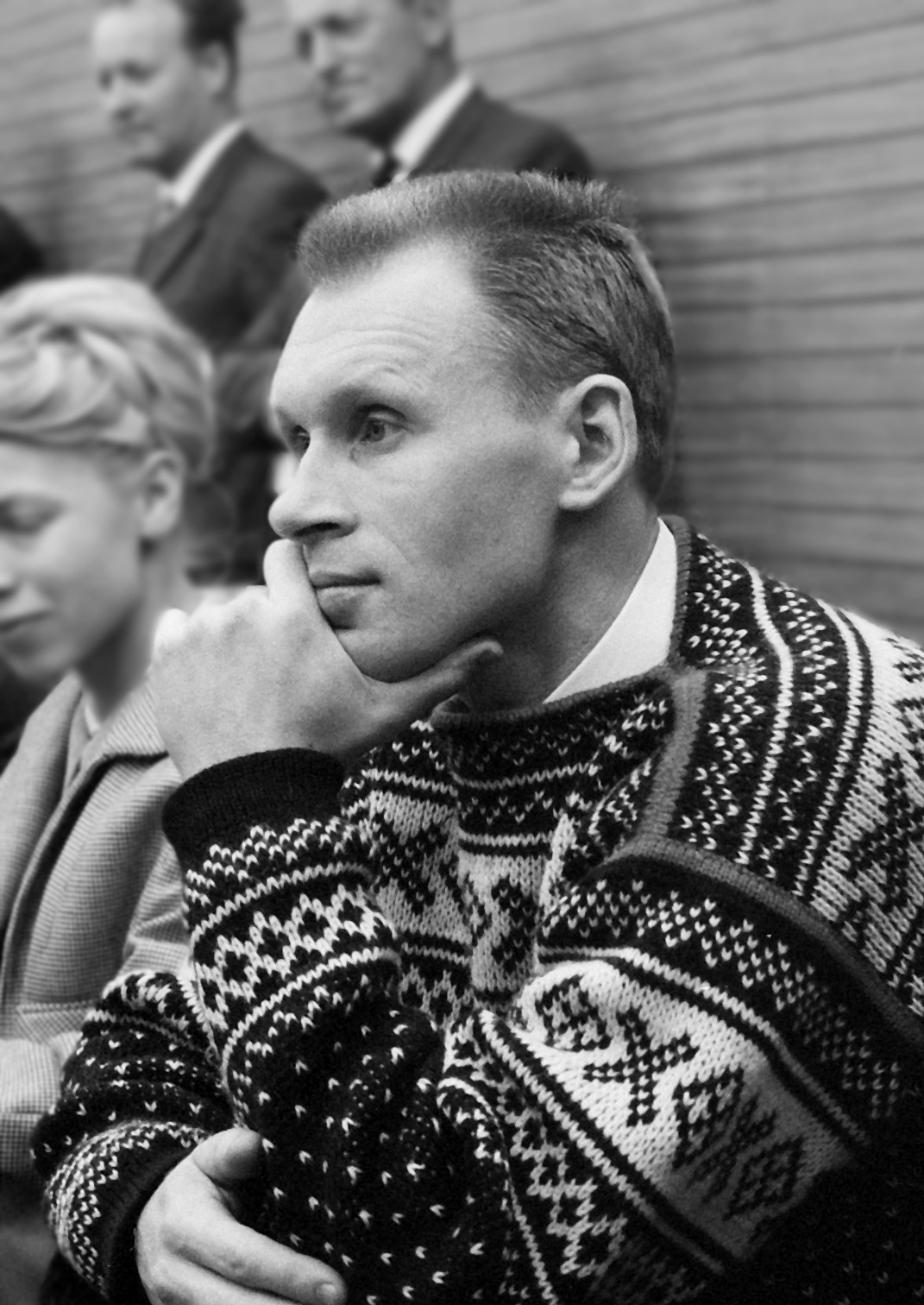
Oleg Protopopow (1965)

- 17. Oktober: Aurèle Vandendriessche, belgischer Leichtathlet (* 1932)
- 19. Oktober: Heinrich Messner, österreichischer Skirennläufer (* 1939)
- 19. Oktober: Anfissa Reszowa, russische Skilangläuferin, Biathletin und Olympiasiegerin (* 1964)
- 21. Oktober: Bobby Charlton, britischer Fußballspieler (* 1937)
- 23. Oktober: Bishan Singh Bedi, indischer Cricketspieler (* 1946)
- 24. Oktober: Niels Holst-Sørensen, dänischer Leichtathlet (* 1922)
- 24. Oktober: Andreas „Anderl“ Molterer, österreichischer Skirennfahrer (* 1931)
- 25. Oktober: Martin Baumbach, deutscher Kraftsportler (* 1979)
- 25. Oktober: Ed Sandford, kanadischer Eishockeyspieler (* 1928)
- 27. Oktober: Wiktor Mamatow, sowjetischer Biathlet (* 1937)
- 28. Oktober: Erkki Antila, finnischer Biathlet (* 1954)
- 28. Oktober: Adam Johnson, US-amerikanischer Eishockeyspieler (* 1994)
- 30. Oktober: Walter Adams, deutscher Leichtathlet (* 1945)
- 30. Oktober: Charlie Aitken, schottischer Fußballspieler (* 1942)
- 31. Oktober: Ernst Hofer, österreichischer Judoka (* 1971)
- 31. Oktober: Oleg Protopopow, russischer Eiskunstläufer und Olympiasieger (* 1932)

### November
- 01. November: Bob Knight, US-amerikanischer Basketballtrainer (* 1940)
- 01. November: Erich Zakowski, deutscher Motorsportmanager (* 1933)
- 02. November: Walter Davis, US-amerikanischer Basketballspieler (* 1954)
- 02. November: Jutta Müller, deutsche Eiskunstläuferin und Trainerin (* 1928) Jutta Müller (2009)

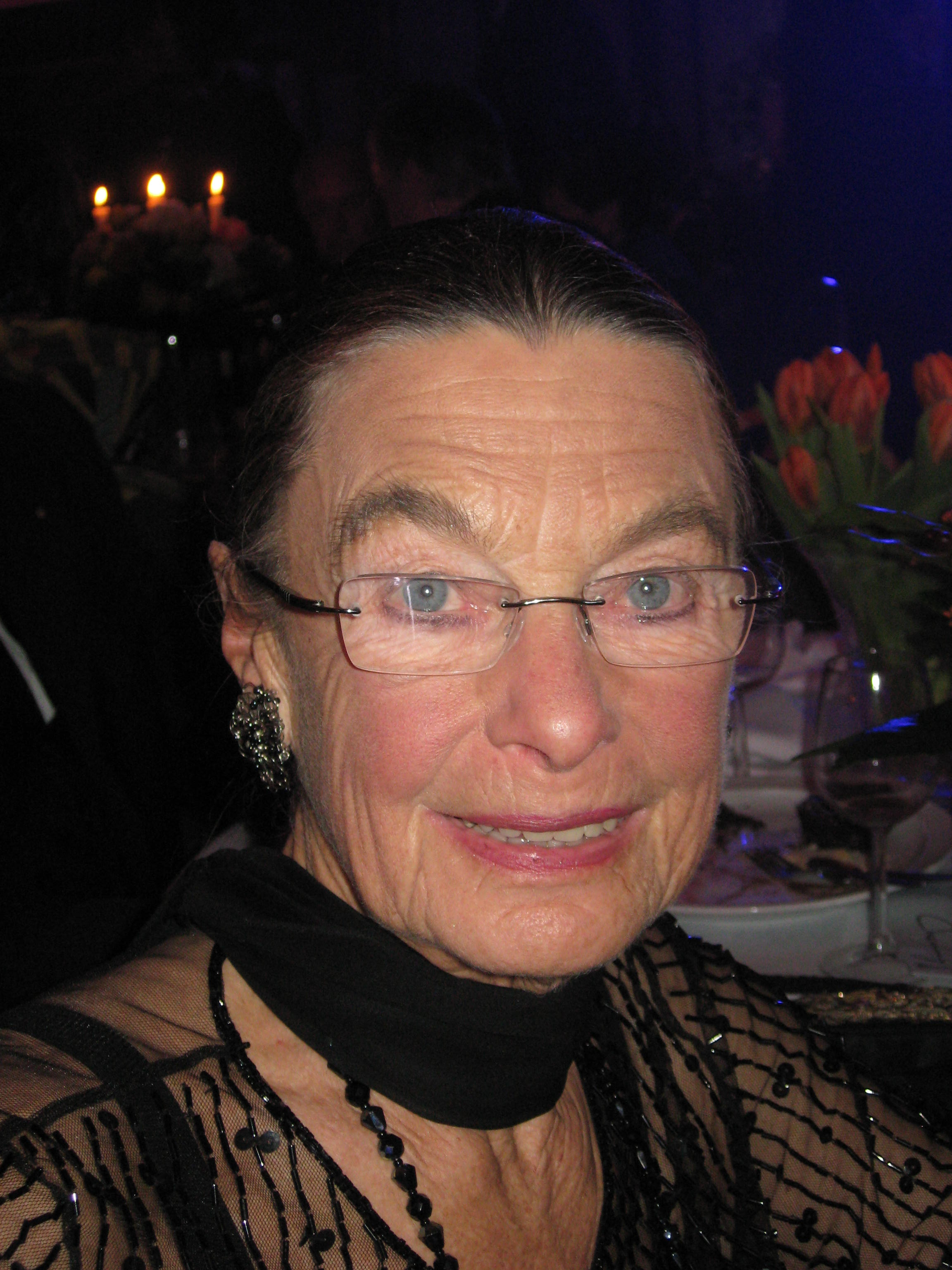
Jutta Müller (2009)

- 07. November: Diethelm Ferner, deutscher Fußballspieler und -trainer (* 1941)
- 07. November: Federico Sacchi, argentinischer Fußballspieler und -trainer (* 1936)
- 08. November: Wolfgang Kucklick, deutscher Leichtathlet, Leichtathletiktrainer und Sportfunktionär (* 1934)
- 11. November: Dimitrie Popescu, rumänischer Ruderer (* 1961)
- 12. November: Roman Čechmánek, tschechischer Eishockeyspieler und -trainer (* 1971)
- 12. November: Kraft Schepke, deutscher Ruderer (* 1934)
- 14. November: Arthur Parkin, neuseeländischer Hockeyspieler (* 1952)
- 16. November: Albert Burger, deutscher Skirennläufer und Skirennlauftrainer (* 1955)
- 18. November: Ruud Geels, niederländischer Fußballspieler (* 1948)
- 21. November: Lothar Buchmann, deutscher Fußballtrainer (* 1936)
- 22. November: Sture Ohlin, schwedischer Biathlet (* 1935)
- 25. November: Terry Venables, englischer Fußballspieler und -trainer (* 1943)
- 28. November: Josip Čorak, jugoslawischer Ringer (* 1943)
- 28. November: Agyemang Diawusie, deutscher Fußballspieler (* 1998)
- 28. November: Cecil Sandford, britischer Motorradrennfahrer (* 1928)
- 29. November: Rolf Geiger, deutscher Fußballspieler (* 1934)
- 30. November: Sante Gaiardoni, italienischer Bahnradsportler (* 1939)

### Dezember

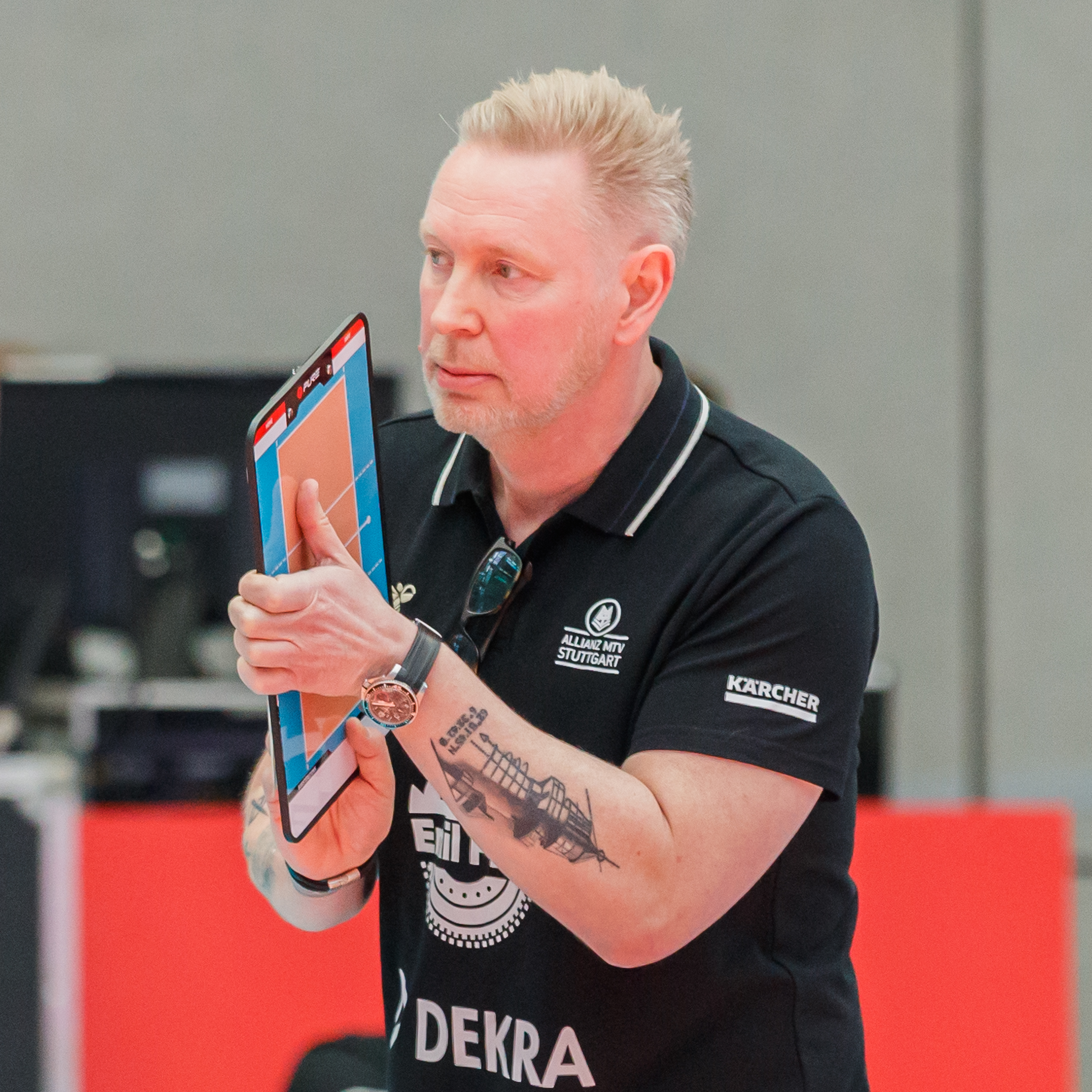
Tore Aleksandersen (2021)

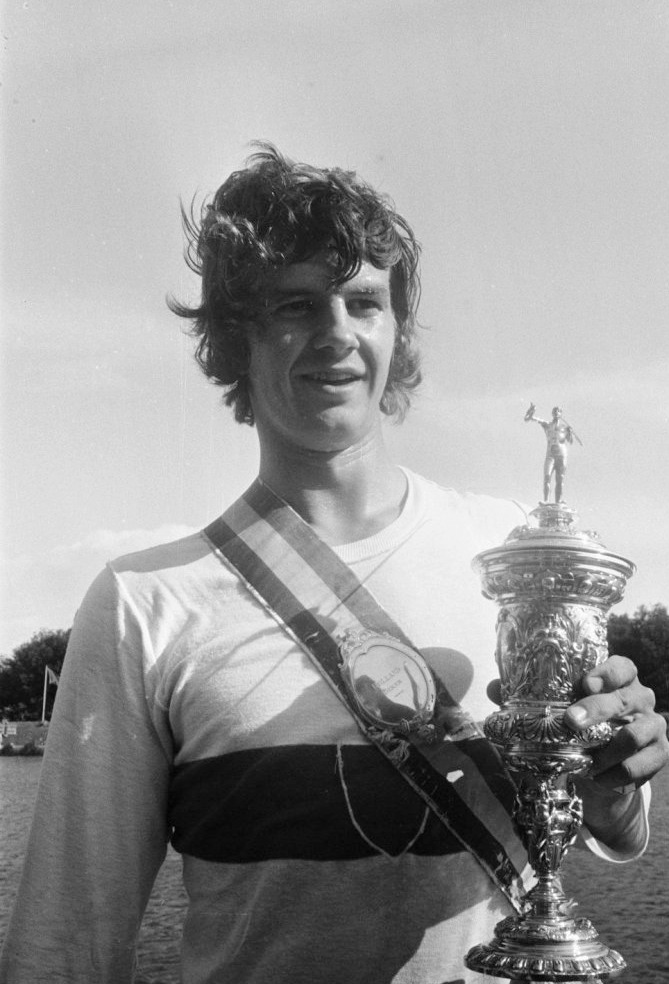
Peter-Michael Kolbe (1975)

- 04. Dezember: James L. Easton, US-amerikanischer Bogenschütze, Sportfunktionär und Vize-Präsident des IOC (* 1935)
- 06. Dezember: Tore Aleksandersen, norwegischer Volleyball-Trainer (* 1968)
- 06. Dezember: Joseph Bernardo, französischer Schwimmer (* 1929)
- 06. Dezember: Dean Crawford, kanadischer Ruderer (* 1958)
- 07. Dezember: Alexander Dronow, russischer Fernschach-Weltmeister (* 1946)
- 07. Dezember: Jean-Claude Lecourieux, französischer Radrennfahrer (* 1956)
- 08. Dezember: Peter-Michael Kolbe, deutscher Ruderer (* 1953)
- 09. Dezember: Walter Leiser, Schweizer Ruderer (* 1931)
- 10. Dezember: Syd Millar, irischer Rugbyspieler (* 1934)
- 11. Dezember: Ferdinand Keller, deutscher Fußballspieler (* 1946)
- 12. Dezember: Jewgeni Beloussow, sowjetischer Rennrodler (* 1962)
- 13. Dezember: Gene Carr, kanadischer Eishockeyspieler (* 1951)
- 13. Dezember: Antonio Juliano, italienischer Fußballspieler (* 1942)
- 13. Dezember: Paul Litjens, niederländischer Hockeyspieler (* 1947)
- 13. Dezember: Verica Nedeljković, serbische Schachspielerin (* 1929)
- 13. Dezember: Wolfram Waibel senior, österreichischer Sportschütze (* 1947)
- 14. Dezember: George McGinnis, US-amerikanischer Basketballspieler (* 1950)
- 15. Dezember: Rolf Göttel, deutscher Fußballschiedsrichter und Stadionsprecher (* 1944)
- 16. Dezember: Rolando Garbey, kubanischer Boxer (* 1947)
- 17. Dezember: Nikola Padewski, bulgarischer Schachspieler (* 1933)
- 18. Dezember: Bo Larsson, schwedischer Fußballspieler (* 1944)
- 18. Dezember: Abderrahim Ouakili, marokkanischer Fußballspieler (* 1970)
- 21. Dezember: Norbert Kindlmann, deutscher Ruderer (* 1944)
- 21. Dezember: Ottomar Sachse, deutscher Boxer (* 1951)
- 22. Dezember: Tom Bogs, dänischer Boxer (* 1944)
- 27. Dezember: Ken Bowman, US-amerikanischer American-Football-Spieler (* 1942)
- 28. Dezember: François Bracci, französischer Fußballspieler und -trainer (* 1951)
- 28. Dezember: Günter Hirschmann, deutscher Fußballspieler und -trainer (* 1935)
- 29. Dezember: Gil de Ferran, brasilianischer Automobilrennfahrer (* 1967)
- 31. Dezember: Cale Yarborough, US-amerikanischer Automobilrennfahrer (* 1939)